# Ehrenfeld, Pennsylvania
Ehrenfeld, Pennsylvania (енгл. Ehrenfeld) град је у америчкој савезној држави Пенсилванија.

## Демографија
По попису из 2010. године број становника је 228, што је 6 (-2,6%) становника мање него 2000. године.
| Група             | 2000.        | 2010.       |
| Белци             | 234 (100,0%) | 224 (98,2%) |
| Афроамериканци    | 0 (0,0%)     | 0 (0,0%)    |
| Азијати           | 0 (0,0%)     | 0 (0,0%)    |
| Хиспаноамериканци | 0 (0,0%)     | 4 (1,8%)    |
| Укупно            | 234          | 228         |